# Phosphaenus hemipterus
Phosphaenus hemipterus là một loài bọ cánh cứng trong họ Đom đóm (Lampyridae). Loài này được Geoffroy miêu tả khoa học năm 1762.

## Hình ảnh

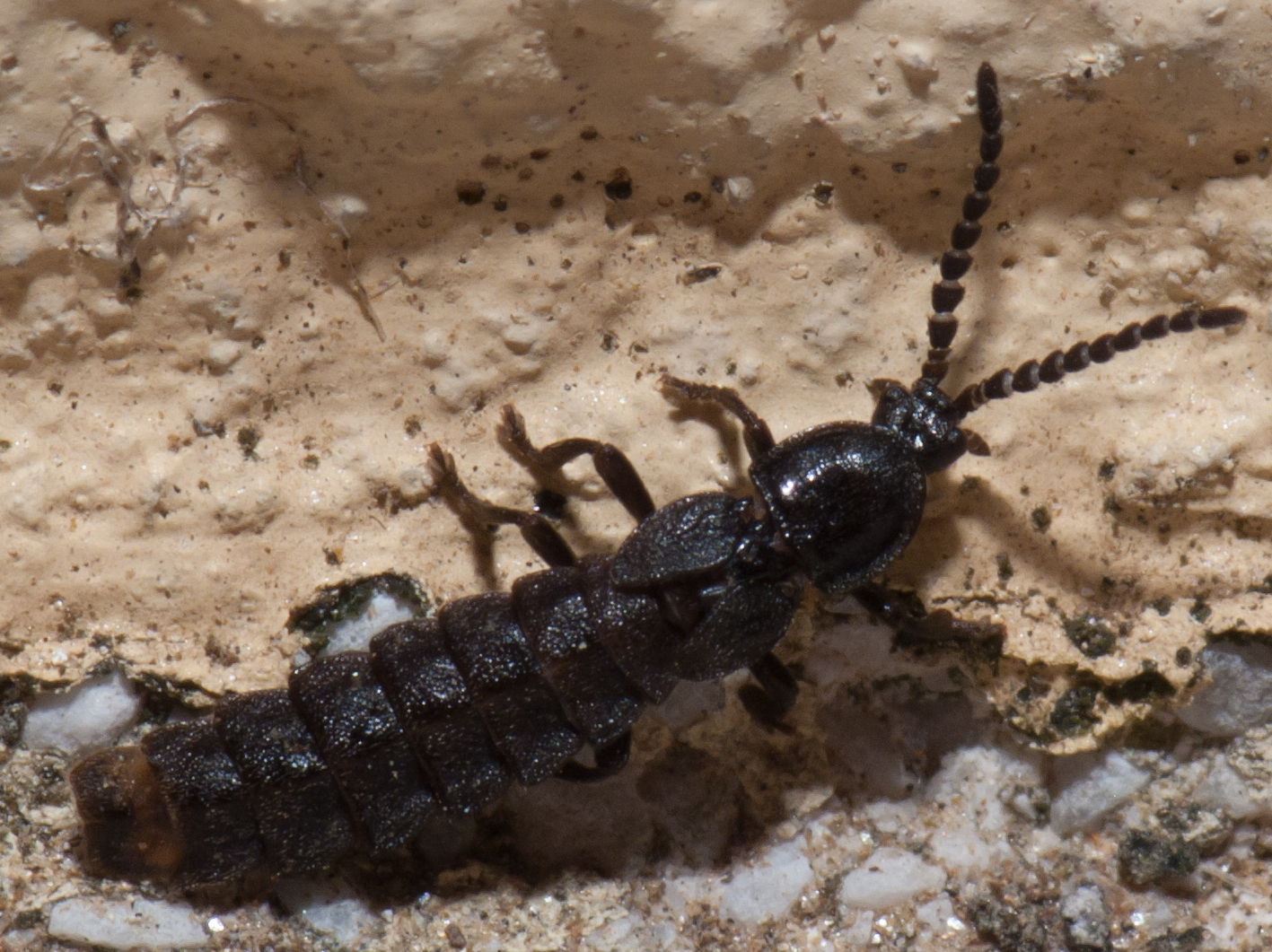
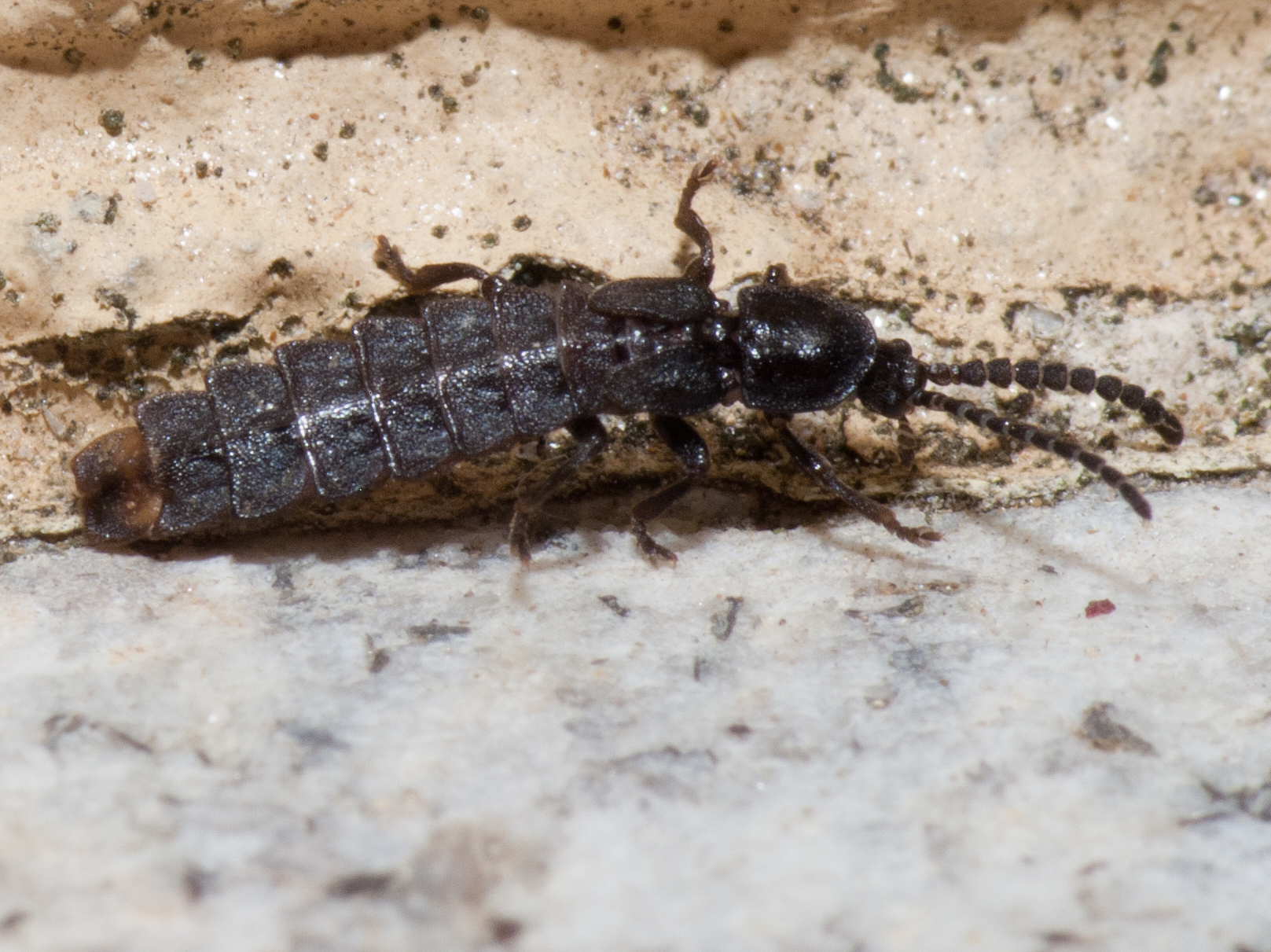
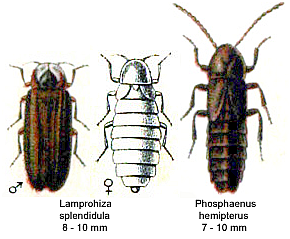
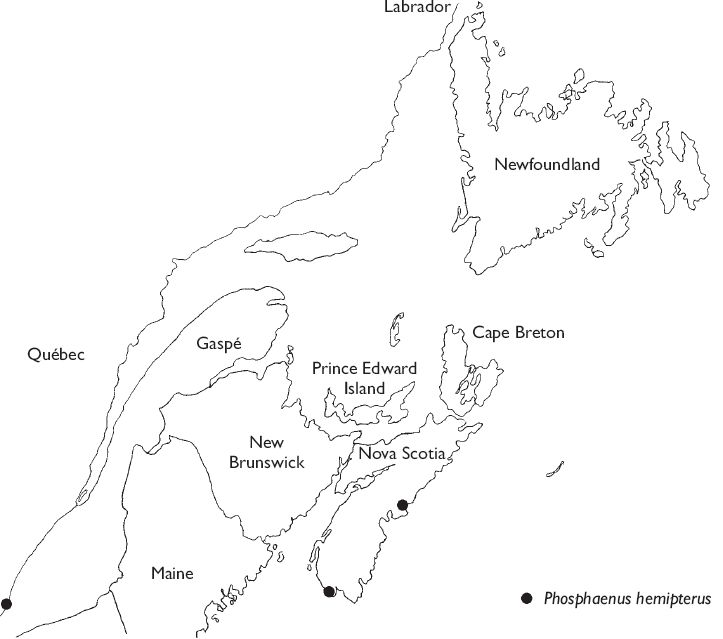